# Козацький вал
Коза́цький Вал — комплексна пам'ятка природи загальнодержавного значення. Розташована на території Лисянського району Черкаської області, біля сіл Журжинці та Хижинці.
Площа природоохоронної території 8 га. Установа, яка є землевласником та у віданні якої перебуває пам'ятка природи,— Хиженська сільська рада. Пам'ятка природи створена Розпорядженням Ради Міністрів УРСР від 14.10.1975 р. № 780-р.
Об'єктом охорони є залишки середньовічної (IX ст.) фортифікаційної споруди — валу, а також рослинних комплексів, які формуються на цій території. Вал, що проходить по горбистому плато над глибокими балками, добре зберігся, висота його пересічно 4 м (місцями до 10 м), довжина 8 км. На зовнішньому боці — рів завглибшки близько 3 м. Частина валу вкрита широколистяним лісом, поширена лучно-степова рослинність вторинного походження (на стадії переходу від перелогів до формування щільно дернистого тонконогово-кострицевого лучно-степового травостою).